# Putot-en-Auge
Putot-en-Auge – miejscowość i gmina we Francji, w regionie Normandia, w departamencie Calvados.
Według danych na rok 1990 gminę zamieszkiwały 352 osoby, a gęstość zaludnienia wynosiła 53 osoby/km² (wśród 1815 gmin Dolnej Normandii Putot-en-Auge plasuje się na 547. miejscu pod względem liczby ludności, natomiast pod względem powierzchni na miejscu 747.).